# Journal of Pest Science
Journal of Pest Science – niemieckie, anglojęzyczne, recenzowane czasopismo naukowe poświęcone zoologii stosowanej.
Czasopismo to wydawane jest przez Springer Science+Business Media. Ukazuje się od 1927 roku z przerwami w latach 1944–1948 i 1972–2004. Wychodzi cztery razy w roku. Publikuje prace dotyczące szkodników rolniczych, ogrodniczych, sadowniczych, leśnych, miejskich i magazynowych oraz wektorów chorób, należących do różnych grup zwierząt: stawonogów, nicieni, mięczaków i kręgowców. Artykuły obejmują biologię, etologię, ekologię ich oraz organizmów używanych w ich biologicznej kontroli.
W 2017 roku jego wskaźnik cytowań według ISI Journal Citation Reports wyniósł 4,402.